# جولور (فلم)
جولور (بالإنجليزية: Julor) هو فيلم غاني من إخراج المخرج جاستس أورنان أباده.

## القصّة
يعيشُ آرون وأغنيس زواجًا غير سعيدٍ إلى اليومِ الذي يقتحمُ فيه لصٌّ منزلهما وهو ما يدفعُ الزوجين إلى الكشف عن أسرارهما تباعًا.

## طاقم التمثيل
هذه قائمةٌ بأبرز الممثلين والممثلات الذين شاركوا في تصوير الفيلم:
- جيفري نورتي
- أنتوني وود
- سيتسوف تسيكور
- بن آفات